# متر
متر (به فرانسوی: mètre)، یکای طول متریک و برابر با ۳۹٫۳۷ اینچ و ۱۰۰ سانتیمتر و یک هزارم کیلومتر و ۱۰۰۰ میلی‌متر است. لغت متر از واژه یونانی μέτρον به معنی اندازه‌گیری آمده‌است. متر یکای اصلی طول در دستگاه SI با نماد m است. تعریف آن به صورت مسافتی است که نور در کسری از ثانیه بر روی  در خلاء می‌پیماید به عبارت دیگر نور در خلاء هر ثانیه ۲۹۹٬۷۹۲٬۴۵۸ متر می‌پیماید.

## تعریف در سیستم SI
در گذشته به صورت فاصله دو نشانه بر روی میلهٔ پلاتین-ایریدیوم (که در ابتدا به صورت یک ده میلیونیم فاصلهٔ میان قطب شمال جغرافیایی زمین و خط استوای در دمای صفر مطلق گذرنده از پاریس محاسبه گردید) این نمونه هم‌اکنون در اداره بین‌المللی اوزان و ابعاد در سور در حومه پاریس نگهداری می‌شود و اینک با مراجعه به ثانیه و سرعت نور که در خلاء برابر ۲۹۹٬۷۹۲٬۴۵۸ متر بر ثانیه‌است تعریف می‌شود.

### جدول ضریب‌های SI
در جدول زیر ضرایب متر در سامانه SI نشان داده شده‌است. ضرایبی که پررنگ نشان داده شده‌اند پُرکاربردتر هستند، همچنین در کاربرد روزانه عباراتی مانند «۳۰ سانتی‌متر»، «۳۰ متر» و «۳۰۰ متر»، بیشتر استفاده می‌شوند تا عباراتی نظیر «۳ دسی‌متر»، «۳ دکامتر» و «۳ هکتومتر». برای فاصله‌های بسیار طولانی هم به‌جای مگامتر، گیگامتر و … از یکاهایی مانند یکای کیهانی، سال نوری و پارسک استفاده می‌کنیم.
عبارت میکرون نیز معمولاً به‌جای میکرومتر به‌کار می‌رود. همچنین آنگستروم به عنوان ۱۰-۱۰ متر به کار می‌رود.
| زیر ضریب‌ها                         | زیر ضریب‌ها | زیر ضریب‌ها |        | ضریب‌ها | ضریب‌ها  | ضریب‌ها |
| ارزش                               | نماد       | نام        | ارزش   | نماد   | نام     |        |
| ۱۰-۱ m                             | dm         | دسی‌متر     | m ۱۰۱  | dam    | دکامتر  |        |
| ۱۰−۲ m                             | cm         | سانتی‌متر   | ۱۰۲ m  | hm     | هکتومتر |        |
| ۱۰−۳ m                             | mm         | میلی‌متر    | ۱۰۳ m  | km     | کیلومتر |        |
| ۱۰−۶ m                             | µm         | میکرومتر   | ۱۰۶ m  | Mm     | مگامتر  |        |
| ۱۰−۹ m                             | nm         | نانومتر    | ۱۰۹ m  | Gm     | گیگامتر |        |
| ۱۰−۱۲ m                            | pm         | پیکومتر    | ۱۰۱۲ m | Tm     | ترامتر  |        |
| ۱۰−۱۵ m                            | fm         | فمتومتر    | ۱۰۱۵ m | Pm     | پتامتر  |        |
| ۱۰−۱۸ m                            | am         | اتومتر     | ۱۰۱۸ m | Em     | اگزامتر |        |
| ۱۰−۲۱ m                            | zm         | زپتومتر    | ۱۰۲۱ m | Zm     | زتامتر  |        |
| ۱۰−۲۴ m                            | ym         | یکتومتر    | ۱۰۲۴ m | Ym     | یوتامتر |        |
| پیشوندهای معروف پررنگ نوشته‌شده‌اند. |            |            |        |        |         |        |

## معادل متر در دیگر یکاها
| یکاهای متریک در یکاهای غیرمتریک | یکاهای متریک در یکاهای غیرمتریک | یکاهای متریک در یکاهای غیرمتریک | یکاهای متریک در یکاهای غیرمتریک | یکاهای متریک در یکاهای غیرمتریک | یکاهای غیرمتریک در یکاهای متریک | یکاهای غیرمتریک در یکاهای متریک | یکاهای غیرمتریک در یکاهای متریک | یکاهای غیرمتریک در یکاهای متریک |
| ------------------------------- | ------------------------------- | ------------------------------- | ------------------------------- | ------------------------------- | ------------------------------- | ------------------------------- | ------------------------------- | ------------------------------- |
| ۱ متر                           | ≈                               | ۱٫۰۹۳۶                          | یارد                            |                                 | ۱ یارد                          | ≡                               | ۰٫۹۱۴۴                          | متر                             |
| ۱ متر                           | ≈                               | ۳۹٫۳۷۰                          | اینچ                            |                                 | ۱ اینج                          | ≡                               | ۰٫۰۲۵۴                          | متر                             |
| ۱ سانتی‌متر                      | ≈                               | ۰٫۳۹۳۷۰                         | اینچ                            |                                 | ۱ اینچ                          | ≡                               | ۲٫۵۴                            | سانتی‌متر                        |
| ۱ میلی‌متر                       | ≈                               | ۰٫۰۳۹۳۷۰                        | اینچ                            |                                 | ۱ اینچ                          | ≡                               | ۲۵٫۴                            | میلی‌متر                         |
| ۱ متر                           | ≡                               | ۱۰                              | آنگستروم                        |                                 | ۱ آنگستروم                      | ≡                               | ۱×۱۰−۱۰                         | متر                             |
| ۱ نانومتر                       | ≡                               | ۱۰                              | آنگستروم                        |                                 | ۱ آنگستروم                      | ≡                               | ۱۰۰                             | پیکومتر                         |

در این جدول اینچ و یارد بین‌المللی هستند
«≈» به معنی «تقریبا برابر»؛
«≡» به معنی «برابر به خاطر تعریف» یا «کاملا برابر» است.